# Beate Bühler
Beate Bühler (Stuttgart, 8 de abril de 1964) es una deportista alemana que compitió en voleibol, en las modalidades de sala y playa.
Ganó dos medallas en el Campeonato Europeo de Vóley Playa, oro en 1994 y plata en 1996. Participó en dos Juegos Olímpicos de Verano, ocupando el sexto lugar en Los Ángeles 1984 (voleibol) y el séptimo en Atlanta 1996 (vóley playa).

## Palmarés internacional
| Campeonato Europeo | Campeonato Europeo | Campeonato Europeo | Campeonato Europeo |
| Año                | Lugar              | Medalla            | Pareja             |
| ------------------ | ------------------ | ------------------ | ------------------ |
| 1994               | Espinho (Portugal) | Medalla de oro     | Danja Müsch        |
| 1996               | Pescara (Italia)   | Medalla de plata   | Danja Müsch        |